# Sollevazione della Grande Polonia (1794)
La sollevazione della Grande Polonia del 1794 (in polacco powstanie wielkopolskie 1794 roku) è stata un'insurrezione militare dei polacchi della Grande Polonia contro le forze occupanti prussiane dopo la spartizione della Confederazione polacco-lituana del 1793. Assieme all'attacco del generale Jan Henryk Dąbrowski, la sollevazione del 1794 impedì ai prussiani di intervenire contro le forze polacche nell'insurrezione di Kościuszko della Polonia centrale contro la Russia zarista.